# Tmesisternus hoyoisi
Tmesisternus hoyoisi är en skalbaggsart som beskrevs av Christian Ehrenfried Weigel 2006. Tmesisternus hoyoisi ingår i släktet Tmesisternus och familjen långhorningar.
Artens utbredningsområde är Irian Jaya. Inga underarter finns listade i Catalogue of Life.